# Куберла
Куберла — река в России, левый приток реки Калаус, протекает по Ипатовскому району Ставропольского края.
Входит в «Перечень объектов, подлежащих региональному государственному надзору в области использования и охраны водных объектов на территории Ставропольского края», утверждённый постановлением Правительства Ставропольского края от 5 мая 2015 года № 187-п.

## География
Берёт начало из родников у хутора Вавилон. Течёт параллельно автодороге Ипатово — Золотарёвка — Добровольное, пересекая её в границах села Октябрьского (бывш. Куберла); перед селом пересекает трассу Р216. Восточнее Октябрьского впадает в реку Калаус на расстоянии 194 км по левому берегу.
Длина реки 19 км. Водосборная площадь 124 км². Питание родниковое, дождевое и снеговое. Имеет три небольших притока общей длиной 7 км. По руслу реки сооружено несколько прудов.

## Данные водного реестра
По данным государственного водного реестра России относится к Донскому бассейновому округу; водохозяйственный участок — река Калаус. Речной бассейн — Дон (российская часть бассейна), речной подбассейн — Дон ниже впадения Северского Донца.
Код объекта в государственном водном реестре — 05010500212108200001183.